# Nachhaltige Landwirtschaft
Als eine nachhaltige Landwirtschaft (engl. sustainable agriculture) wird die ökologische und zukunftsorientierte Bewirtschaftung einer landwirtschaftlichen Fläche bezeichnet. Nachhaltige Landwirtschaft soll Land, Wasser und genetische Ressourcen für künftige Generationen bewahren. Dies gilt sowohl für die Agrarwirtschaft als auch für die Tierhaltung. Als Beispiel gelten die Maßstäbe des Demeter-Landbaus, wie sie durch Rudolf Steiner in seinem „Landwirtschaftlichen Kurs“ beschrieben wurden.

## Geschichte
Der Begriff Nachhaltigkeit in Bezug auf die Land- und Forstwirtschaft taucht in Deutschland bereits Mitte des 18. Jahrhunderts auf. Insbesondere Hans Carl von Carlowitz, Verfasser der Schrift „Sylvicultura oeconomica, oder haußwirthliche Nachricht und Naturmäßige Anweisung zur wilden Baum-Zucht“ (1713) gilt als Begründer des Begriffs der Nachhaltigkeit. In seiner Abhandlung forderte der damalige Oberberghauptmann des Erzgebirges respektvoll „pfleglich“ mit der Natur und ihren Rohstoffen umzugehen und kritisierte den Raubbau der Wälder. Stattdessen solle man „nachhaltend“ wirtschaften. Aufgrund dieser Wortwahl gilt von Carlowitz heute als Schöpfer des Begriffes „Nachhaltigkeit“.

## Einsatzbereiche

### Nachhaltiger Ackerbau
Ziel des nachhaltigen Ackerbaus ist es, die naturgegebene Fruchtbarkeit des Bodens zu erhalten. Vermieden werden soll insbesondere das Auslaugen des Bodens, der nach Auffassung der nachhaltigen Landwirtschaftsbetreiber durch die oben genannten Hilfsmittel seine Nutzbarkeit verliert, sowie die Anreicherung von Schadstoffen und Abbauprodukten (z. B. Nitrat) begünstigt, die im zweiten Schritt auch negativen Einfluss auf die Qualität des Grundwassers haben können. Zur diesbezüglichen Überwachung des Grundwassers in Deutschland hat das Bundesumweltamt (UBA) einen interaktiven Kartendienst (UBA Nitrat-Web-App) veröffentlicht.
Die nachhaltige Landwirtschaft setzt dabei auf die Vermeidung einer Abhängigkeitsdynamik zwischen intensiver Düngung und dem Einsatz von Pestiziden und Herbiziden. Die nachhaltige Landwirtschaft fördert stattdessen Wachstumsprozesse mit natürlichen Methoden und Hilfsmitteln. Hierzu zählt insbesondere die Einhaltung der Fruchtfolge.
Befürworter der nachhaltigen Landwirtschaft sehen ausschließlich in dieser zyklischen Nutzung des Bodens die Möglichkeit, das natürliche Gleichgewicht zu bewahren. Die Regularien der EU-Biolandwirtschaft werden in der nachhaltigen Landwirtschaft als nicht ausreichend angesehen, da noch immer Mittel und Substanzen zugelassen sind, die langfristig zu einem Ungleichgewicht führen und damit die Nachhaltigkeit einschränken.

### Nachhaltige Tierhaltung
Zum Kreislaufgedanken der nachhaltigen Landwirtschaft zählt, dass ein Betrieb nur so viele Tiere halten sollte, wie er durch Bewirtschaftung der eigenen landwirtschaftlichen Fläche versorgen kann. Bei der nachhaltigen Tierhaltung versucht die nachhaltige Landwirtschaft insbesondere, eine möglichst niedrige CO2-Bilanz unter Einhaltung von ökologischen Maßstäben zu erreichen. Hinzu kommt die Berücksichtigung des Tierwohls. Zur Weiterentwicklung der Nachhaltigkeit der europäischen Tierhaltung wurde die Europäische Forschungsinitiative Nachhaltige landwirtschaftliche Nutztierhaltung (Cofund ERA-NETs Sustainable Animal Production – SusAn) ins Leben gerufen. Auch hier dienen die in der Demeter-Landwirtschaft üblichen Vorgaben – wie der Verzicht auf das Enthornen von Kühen oder Kupieren der Schwänze bei Schweinen – als erstrebenswert. Zur artgerechten Haltung und Minimierung der CO2-Emissionen sollte möglichst artgerechtes, konsequenterweise biologisch angebautes Futter aus der Region verwendet werden.

## Nachhaltige Welternährung
Das Bundesministerium für wirtschaftliche Zusammenarbeit und Entwicklung weist ausdrücklich auf den erforderlichen Umstieg der Agrarwirtschaft auf eine nachhaltige Landwirtschaft hin. „Für die landwirtschaftliche Produktion bedeutet dies, dass zukünftig die natürlichen Ressourcen langfristig erhalten werden müssen, ohne die eine Landwirtschaft nicht möglich ist: Boden, Wasser und biologische Vielfalt. Um dies zu erreichen, muss die landwirtschaftliche Produktion einschließlich der Tierhaltung nachhaltiger gestaltet werden – sowohl in den Industrie- als auch in den Entwicklungsländern.“
Entgegen der herkömmlichen Meinung, ausschließlich eine intensive Landwirtschaft unter Nutzung der konventionellen Methoden sei in der Lage, ausreichend Nahrung für die wachsende Weltbevölkerung erwirtschaften zu können, halten Befürworter der nachhaltigen Landwirtschaft, wie beispielsweise der Schweizer Agrarwissenschaftler und Direktor des Forschungsinstituts für biologischen Landbau (FiBL), Urs Niggli, für einen Trugschluss. Der Autor von „Alle satt?“ hält insbesondere die Erhaltung ökologisch bewirtschafteter Kleinflächen für die Lösung des wachsenden Nahrungsbedarfs, weist aber auch darauf hin, dass ökologischer Landbau hierzu die Nische verlassen muss. Für großflächige Betriebe verweist der Wissenschaftler auf den erfolgreichen Einsatz innovativer Technologien, wie etwa Agrarroboter, die beim Entfernen von Unkraut zum Einsatz kommen können.

## Nachhaltiger Landbau und moderne Technologie
Beispielhaft für die Verbindung von großflächigem, ökologischen Landbau unter Verwendung moderner Agrartechnologie gilt das vom Ehepaar Kris and Doug Tompkins (Gründer von „The North Face“) sowie Dolores Peréa-Muñóz und Eduardo Chorén ins Leben gerufene Projekt „Campo Laguna Blanca“ der Tompkins Conservation in Argentinien. Auf dem rund 2.800 Hektar umfassenden Land, in der Provinz Entre Ríos, das 2007 erworben wurde, soll der Umstieg von Monokultur auf eine ökologische Mischkultur demonstriert werden. Bei der Neustrukturierung der Flächen wurden Wildzonen eingerichtet, um die natürliche Vielfalt an Vögeln, Insekten und anderen Tieren erneut auf dem Gelände zurückzugewinnen.